# Útěchovice pod Stražištěm
Obec Útěchovice pod Stražištěm (německy Groß Autiechowitz, Gutenprun (1410), Gutenbrunn) se nachází v okrese Pelhřimov v Kraji Vysočina. Žije zde 112 obyvatel.

## Historie
První písemná zmínka o obci pochází z roku 1410.
V letech 2006-2010 působil jako starosta Josef Rakouský, v letech 2010-2014 tuto funkci zastávala Jana Rakouská. Od roku 2014 je starostou Petr Vodička.

## Obecní správa
V letech 1869–1890 k obci patřily Bratřice.

## Pamětihodnosti
- Myslivna

## Osobnosti
- Zikmund Záběhlický (1869–1943), katolický kněz, premonstrát, oběť nacismu
- Josef Frejka (1886–1957), chemik, zakladatel brněnské Přírodovědecké fakulty, ředitel Ústavu organické chemie
- Bedřich Frejka (1890–1972), profesor, lékař a specialista ortopedie
- Jiří Frejka (1904–1952), režisér